# Adam Price (scénariste)
Pour les articles homonymes, voir Adam Price et Price.
Adam Price né le 7 mai 1967 est un scénariste, dramaturge, journaliste de cuisine et restaurateur danois.

## Biographie
Sa mère est Birgitte Price (da), actrice et metteure en scène, et son père est John Price, acteur, scénariste, et gastronome. Il a un frère aîné, le compositeur James Price.
Sa mère, menant de front vie professionnelle et vie familiale, a été pour lui, dit-il en 2010, une grande source d'inspiration pour la série Borgen, une femme au pouvoir
.
De 1986 à 1990, Adam Price étudie le droit à l'université de Copenhague, qu'il abandonne à la suite du succès de sa collaboration aux paroles des revues que son frère met en musique.
Il est embauché à Danmarks Radio, où il travaille sur le scénario de la série Taxa. Il travaille ensuite chez TV 2 Danmark où il dirige le département fiction, avant de signer la série policière Anna Pihl. En 2006, il propose le scénario de Borgen, une femme au pouvoir à Danmarks Radio qui accepte de le financer,. 
Adam Price possède sa propre maison de production, Sam Production, avec le scénariste Soren Sveistrup et la productrice Meta Louise Foldager.
Son frère et lui animent émission culinaire Spise med Price qui est diffusée depuis 2012. Ils sont également propriétaires de cinq restaurants au Danemark. Adam Price écrit des critiques gastronomiques.
Il est le scénariste de la série télévisée Borgen, une femme au pouvoir diffusée sur Arte en 2012, un portrait d'une femme politique devenue première ministre, déchirée par les impératifs de la fonction ainsi que de Au nom du père, coproduite par Arte et diffusée sur cette chaîne fin 2018 et qui décrit le portrait d'une famille de pasteurs danois avec ses doutes sur l'existence de Dieu,.
En 2017, il travaille à une série politique en collaboration avec l'auteur de House of Cards Michael Dobbs pour la BBC intitulée The Club.
En 2022, il écrit le scénario de la série télévisée danoise L'Orchestre.